# Cunter, Elveția

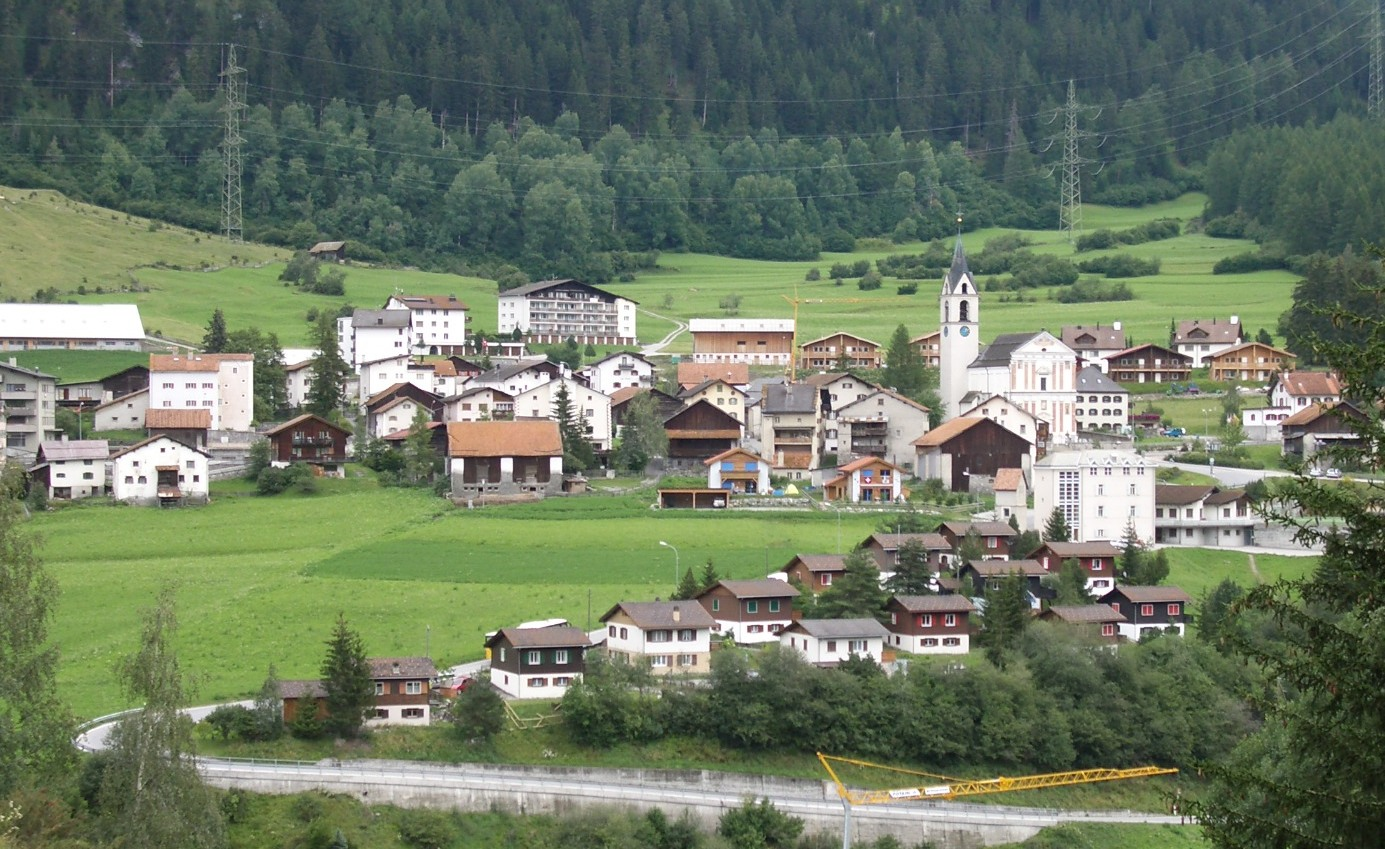
Cunter

Cunter este un oraș în Elveția.